# Joe Robichaux
Joseph „Joe“ Robichaux (* 8. März 1900 in New Orleans; † 17. Januar 1965 ebenda) war ein US-amerikanischer Pianist des New Orleans Jazz.
Joe Robichaux war der Neffe des Bandleaders John Robichaux und spielte früh Klavier. Er studierte an der New Orleans University und spielte dann neun Monate für den O. J. Beatty Carnival. 1918 ging er kurz mit dem Trompeter Tig Chambers nach Chicago, kehrte aber nach New Orleans zurück, wo er mit Papa Celestin, Earl Humphrey, Lee Collins und den Black Eagles (1922/3) spielte. 1929 nahm er mit den Jones-Collins Astoria Eight von Lee Collins (Kornett) und David Jones (Tenorsaxophon) auf, für die er auch arrangierte und mit denen er die Sängerin Christina Gray begleitete. 1931 bildete er eine eigene Band mit dem Trompeter Eugene Ware, dem Altsaxophonisten und Klarinettisten Alfred Guichard, dem Tenorsaxophonisten Gene Porter, dem Schlagzeuger Ward Crosby. Nachdem der Talentsucher einer Plattenfirma sie entdeckt hatte, nahm er mit seiner Band („Joseph Robichaux and his New Orleans Boys“) 1933 in New York auf (22 Stücke), konnte dort aber wegen Problemen mit der Gewerkschaft nicht auftreten und ging wieder zurück nach New Orleans. In den 1930er Jahren spielte u. a. Earl Bostic in seiner (nun auf 14 Musiker erweiterten) Big Band, mit der er auf Kuba tourte und 1936 Aufnahmen für „Decca“ machte, die aber nie herauskamen. 1939 löste er seine Band auf und arbeitete meist als Solo-Pianist in New Orleans. Anfang der 1950er Jahre spielte er mit Rhythm-and-Blues-Gruppen und begleitete die Blues-Sängerin Lizzie Miles. 1957 bis 1964 war er der Pianist der Band von George Lewis. Er nahm 1962 mit Peter Bocage auf und spielte in der Preservation Hall. 1965 starb er an einem Herzanfall.